# The SteelDrivers
The SteelDrivers es una banda de bluegrass originario de Nashville, Tennessee. Los miembros incluyen a la violinista Tammy Rogers, el bajista Mike Fleming, el guistarrista Gary Nichols, el mandolinista Brent Truitt, y el banjoista Richard Bailey. La banda ha grabado dos álbumes con el sello Rounder Records y un álbum en vivo de manera independiente grabado en The Station Inn.
Después de tocar en festivales de bluegrass firmaron con Rounder Records y publicaron su álbum debut homónimo en 2008, junto al nuevo cantante líder Chris Stapleton. El álbum alcanzó el #57 en el Top Country Albums de Billboard. El grupo fue nominado a los Premios Grammy en 2009 a Mejor Actuación Country por un Dúo o Grupo por su canción «Blue Side of the Mountain».

## Discografía
- 2008: The SteelDrivers
- 2010: Reckless
- 2012: Hammer Down
- 2015: The Muscle Shoals Recordings